# Hippolyte Fizeau
Armand Hyppolyte Louis Fizeau (Paris, 23 de setembro de 1819 — Venteuil, 18 de setembro de 1896) foi um físico francês, mais conhecido por medir a velocidade da luz no experimento homônimo de Fizeau.

## Biografia
Fizeau nasceu em Paris, filho de Louis e Beatrice Fizeau.  Ele se casou com membro da família botânica de Jussieu. Seu primeiro trabalho se preocupou com melhorias nos processos fotográficos.  Seguindo as sugestões de François Arago, Léon Foucault e Fizeau colaboraram em uma série de investigações sobre a interferência da luz e do calor. Em 1848, ele previu o desvio para o vermelho das ondas eletromagnéticas.
Em 1849, Fizeau calculou um valor para a velocidade da luz com uma precisão melhor do que o valor anterior determinado por Ole Rømer em 1676. Ele usou um feixe de luz refletido de um espelho a 8 quilômetros de distância. O feixe passou pelas lacunas entre os dentes de uma roda que girava rapidamente. A velocidade da roda foi aumentada até que a luz de retorno passasse pela próxima lacuna e pudesse ser vista.
Fizeau calculou a velocidade da luz em 313 300 quilômetros por segundo (194 700 mi/s), o que estava dentro de 5% do valor correto ( 299 792 458 quilômetros por segundo). Fizeau publicou os primeiros resultados obtidos por seu método para determinar a velocidade da luz em 1849. (Ver aparelho de Fizeau-Foucault.) Fizeau fez a primeira sugestão em 1864 de que a "velocidade de uma onda de luz fosse usada como um padrão de comprimento".
Fizeau esteve envolvido na descoberta do efeito Doppler, que é conhecido em francês como efeito Doppler-Fizeau.
Em 1853, Fizeau descreveu o uso do capacitor (às vezes chamado de "condensador") como um meio de aumentar a eficiência da bobina de indução. Posteriormente, estudou a expansão térmica dos sólidos e aplicou o fenômeno da interferência da luz à medição das dilatações dos cristais. Ele se tornou um membro da Académie des Sciences em 1860 e um membro do Bureau des Longitudes em 1878. Ele morreu em Venteuil em 18 de setembro de 1896.
"Fizeau" é um dos 72 nomes inscritos na base da Torre Eiffel, e dos 72 cientistas e engenheiros listados na torre, Fizeau é o único que ainda estava vivo quando a torre foi aberta ao público para o Mundial de 1889 Justo. A cratera Fizeau no outro lado da Lua leva o seu nome.